# Alamata
Alamata est une ville du nord de l'Éthiopie, située dans la zone Debubawi du Tigré. Elle se trouve à 12° 25′ N, 39° 33′ E et à 1 520 mètres d'altitude. Traversée par le Gereb Oda, elle est le centre administratif du woreda Alamata.
Le 16 novembre 2020, dans le cours du conflit de 2020 au Tigré, le gouvernement annonce avoir pris la ville d'Alamata.